# اوسنس
اوسنس (به فرانسوی: Avesnes) یک کمون در فرانسه است که در پا-دو-کاله واقع شده‌است. اوسنس ۳ کیلومتر مربع مساحت دارد ۱۴۱ متر بالاتر از سطح دریا واقع شده‌است.